# 454 př. n. l.

## Hlava státu
- Perská říše – Artaxerxés I. (465 – 424 př. n. l.)
- Egypt – Artaxerxés I. (465 – 424 př. n. l.)
- Sparta – Pleistoanax (458 – 409 př. n. l.) a Archidámos II. (469 – 427 př. n. l.)
- Athény – Sosistratus (455 – 454 př. n. l.) » Ariston (454 – 453 př. n. l.)
- Makedonie – Alexandr I. (498 – 454 př. n. l.) » Alketás II. (454 – 448 př. n. l.)
- Epirus – Admetus (470 – 430 př. n. l.)
- Odryská Thrácie – Teres I. (460 – 445 př. n. l.)
- Římská republika – konzulé Sp. Tarpeius Montanus Capitolinus a A. Aternius Varus Fontinalis (454 př. n. l.)
- Kartágo – Hanno II. (480 – 440 př. n. l.)